# Harmeet Singh
Harmeet Singh (Oslo, 12 novembre 1990) è un ex calciatore norvegese, di ruolo centrocampista.

## Biografia
Singh è un Sikh praticante. Ha origini indiane.
Ha partecipato al progetto Fra talent til toppspiller, programma che lavora per lo sviluppo dei calciatori.

## Caratteristiche tecniche
È un centrocampista centrale, dotato di buona resistenza fisica. In possesso di un tackle preciso, è bravo anche in fase di costruzione. Nel 2010 è stato inserito nella lista dei migliori calciatori nati dopo il 1989 stilata da Don Balón.

## Carriera

### Club

#### Vålerenga
Singh ha iniziato la carriera nelle giovanili del Furuset, per passare poi in quelle del Vålerenga nel 2003. Ha esordito con la prima squadra il 20 maggio 2007, nell'edizione stagionale del Norgesmesterskapet, contro il Toten: è subentrato a Christian Grindheim nel corso del secondo tempo. Il 20 aprile 2008 ha giocato la prima gara nell'Eliteserien, quando è stato schierato titolare dall'allenatore Martin Andresen contro il Rosenborg, in un incontro conclusosi con un pareggio per 1-1.
L'8 marzo 2009, è entrato a partita in corso nella Superfinalen persa per 3-1 contro lo Stabæk. L'8 luglio dello stesso anno ha segnato la prima rete della sua carriera nei club, nella coppa nazionale contro il Mjøndalen. Alla fine dello stesso mese, ha potuto debuttare nelle competizioni europee: ha sostituito infatti Erik Hagen nell'Europa League contro il PAOK. Il 27 settembre, ha siglato la prima marcatura della sua carriera nell'Eliteserien: è stato suo infatti il gol dello 0-2 sul Bodø/Glimt.
Il 29 luglio 2010 ha segnato una rete al Barcellona, in un'amichevole persa per 2-4 dal Vålerenga. Ha concluso l'Eliteserien 2010 con 30 partite giocate – quindi senza saltarne neanche una – e 5 reti all'attivo.

#### Feyenoord
Il 2 luglio 2012, il Vålerenga ha annunciato sul proprio sito ufficiale il raggiungimento dell'accordo per la cessione del calciatore al Feyenoord. Il giorno seguente, il calciatore si sarebbe diretto a Rotterdam in cambio di 600.000 euro. Nel mese di gennaio 2014, ha rescisso il contratto che lo legava al club, per trovare una nuova squadra in cui avrebbe avuto maggiore spazio.

#### Molde
Il 19 febbraio 2014, ha firmato ufficialmente un contratto con il Molde. Il 4 ottobre 2014 ha vinto il campionato 2014 con la sua squadra, raggiungendo matematicamente il successo finale con quattro giornate d'anticipo grazie alla vittoria per 1-2 sul campo del Viking. Il 17 ottobre successivo, il suo nome è stato inserito tra i candidati per la vittoria del premio Kniksen per il miglior centrocampista del campionato, riconoscimento andato poi a Jone Samuelsen. Il 23 novembre 2014 , il Molde ha centrato il successo finale nel Norgesmesterskapet, ottenendo così il double.

#### Il Midtjylland ed il ritorno al Molde
Il 1º febbraio 2016, libero da vincoli contrattuali, ha trovato un accordo con il Midtjylland, valido per i successivi tre anni. Dopo soltanto due apparizioni in panchina in altrettanti incontri di campionato, in data 10 marzo 2016 ha rescisso il contratto che lo legava al club, per ragioni famigliari.
L'11 marzo 2016 ha allora firmato nuovamente per il Molde, legandosi con un contratto valido per il successivo anno e mezzo. Al termine di quello stesso campionato, ha lasciato il Molde.

#### Wisła Płock
Il 21 marzo 2017 ha ufficialmente firmato un contratto valido per il successivo anno e mezzo con i polacchi del Wisła Płock, militanti in Ekstraklasa. Ha esordito nella massima divisione locale in data 22 aprile, schierato titolare nel pareggio per 1-1 sul campo dell'Arka Gdynia. A fine stagione ha rescisso il contratto col club.

#### Kalmar
Il 28 luglio 2017, libero da vincoli contrattuali, ha firmato un accordo valido per il successivo anno e mezzo con gli svedesi del Kalmar. Ha esordito in Allsvenskan in data 6 agosto, subentrando a Papa Alioune Diouf nella vittoria per 1-0 sull'IFK Göteborg. Rimasto in squadra sino al termine della stagione, ha disputato 10 partite con questa casacca, senza realizzare alcuna rete.

#### Sarpsborg 08
Il 20 febbraio 2018, Singh ha fatto ritorno in Norvegia per giocare nel Sarpsborg 08, a cui si è legato con un contratto valido per il successivo anno e mezzo.

### Nazionale
Singh ha giocato per tutte le rappresentative giovanili della Norvegia. Con la Norvegia under 19 ha esordito il 3 febbraio 2008, nella sfida contro i pari età dell'Ungheria: la sfida si concluse con la vittoria per 0-2 degli scandinavi. Ha collezionato altre 3 presenze con l'Under-19 e poi è stato convocato nell'Under-21. Ha debuttato infatti il 5 giugno 2009 ed è andato in rete nella stessa occasione, fissando il punteggio della sfida contro l'Estonia sul pareggio per 1-1.
Il 23 novembre 2011 è stato tra i convocati della Nazionale maggiore di Egil Olsen per la King's Cup 2012, evento che si sarebbe disputato nel gennaio successivo. Il 15 gennaio 2012 è subentrato allora a Simen Brenne nel pareggio per 1-1 contro la Danimarca.
Il 7 maggio 2013, è stato incluso nella lista provvisoria consegnata all'UEFA dal commissario tecnico Tor Ole Skullerud in vista del campionato europeo Under-21 2013. Il 22 maggio, il suo nome è comparso tra i 23 calciatori scelti per la manifestazione. La selezione norvegese ha superato la fase a gironi, per poi venire eliminata dalla Spagna in semifinale. In base al regolamento, la Norvegia ha ricevuto la medaglia di bronzo in ex aequo con l'Olanda, altra semifinalista battuta.

## Statistiche

### Presenze e reti nei club
Statistiche aggiornate al 20 febbraio 2018.
| Stagione         | Club             | Campionato       | Campionato | Campionato | Coppe nazionali | Coppe nazionali | Coppe nazionali | Coppe continentali | Coppe continentali | Coppe continentali | Supercoppe | Supercoppe | Supercoppe | Totale | Totale |
| Stagione         | Club             | Comp             | Pres       | Reti       | Comp            | Pres            | Reti            | Comp               | Pres               | Reti               | Comp       | Pres       | Reti       | Pres   | Reti   |
| ---------------- | ---------------- | ---------------- | ---------- | ---------- | --------------- | --------------- | --------------- | ------------------ | ------------------ | ------------------ | ---------- | ---------- | ---------- | ------ | ------ |
| 2007             | Vålerenga        | ES               | 0          | 0          | CN              | 1               | 0               | CU                 | 0                  | 0                  | -          | -          | -          | 1      | 0      |
| 2008             | Vålerenga        | ES               | 9          | 0          | CN              | 3               | 0               | -                  | -                  | -                  | -          | -          | -          | 12     | 0      |
| 2009             | Vålerenga        | ES               | 25         | 1          | CN              | 6               | 2               | UEL                | 2                  | 0                  | SN         | 1          | 0          | 34     | 3      |
| 2010             | Vålerenga        | ES               | 30         | 5          | CN              | 1               | 0               | -                  | -                  | -                  | -          | -          | -          | 31     | 5      |
| 2011             | Vålerenga        | ES               | 27         | 2          | CN              | 2               | 2               | UEL                | 4                  | 0                  | -          | -          | -          | 33     | 4      |
| gen.-lug. 2012   | Vålerenga        | ES               | 10         | 0          | CN              | 1               | 0               | -                  | -                  | -                  | -          | -          | -          | 11     | 0      |
| Totale Vålerenga | Totale Vålerenga | Totale Vålerenga | 101        | 8          |                 | 14              | 4               |                    | 6                  | 0                  |            | 1          | 0          | 122    | 12     |
| 2012-2013        | Feyenoord        | ED               | 7          | 0          | CO              | 2               | 0               | UCL+UEL            | 2+0                | 0                  | -          | -          | -          | 11     | 0      |
| 2013-gen. 2014   | Feyenoord        | ED               | 0          | 0          | CO              | 2               | 0               | UEL                | 0                  | 0                  | -          | -          | -          | 2      | 0      |
| Totale Feyenoord | Totale Feyenoord | Totale Feyenoord | 7          | 0          |                 | 4               | 0               |                    | 2                  | 0                  |            | -          | -          | 13     | 0      |
| 2014             | Molde            | ES               | 28         | 3          | CN              | 5               | 0               | UEL                | 4                  | 0                  | -          | -          | -          | 37     | 3      |
| 2015             | Molde            | ES               | 25         | 1          | CN              | 2               | 0               | UCL+UEL            | 3+8                | 0+1                | -          | -          | -          | 38     | 2      |
| feb.-mar. 2016   | Midtjylland      | SL               | 0          | 0          | CD              | -               | -               | UEL                | -                  | -                  | -          | -          | -          | 0      | 0      |
| 2016             | Molde            | ES               | 26         | 5          | CN              | 1               | 0               | -                  | -                  | -                  | -          | -          | -          | 27     | 5      |
| Totale Molde     | Totale Molde     | Totale Molde     | 79         | 9          |                 | 8               | 0               |                    | 15                 | 1                  |            | -          | -          | 102    | 10     |
| mar.-giu. 2017   | Wisła Płock      | EK               | 1          | 0          | CP              | -               | -               | -                  | -                  | -                  | -          | -          | -          | 1      | 0      |
| lug.-dic. 2017   | Kalmar           | A                | 0          | 0          | CS              | -               | -               | -                  | -                  | -                  | -          | -          | -          | 0      | 0      |
| 2018             | Sarpsborg 08     | ES               | 0          | 0          | CN              | 0               | 0               | UEL                | 0                  | 0                  | -          | -          | -          | 0      | 0      |
| Totale           | Totale           | Totale           | 188        | 17         |                 | 26              | 4               |                    | 23                 | 1                  |            | 1          | 0          | 238    | 22     |

### Cronologia presenze e reti in Nazionale
| Cronologia completa delle presenze e delle reti in nazionale ― Norvegia | Cronologia completa delle presenze e delle reti in nazionale ― Norvegia | Cronologia completa delle presenze e delle reti in nazionale ― Norvegia | Cronologia completa delle presenze e delle reti in nazionale ― Norvegia | Cronologia completa delle presenze e delle reti in nazionale ― Norvegia | Cronologia completa delle presenze e delle reti in nazionale ― Norvegia | Cronologia completa delle presenze e delle reti in nazionale ― Norvegia | Cronologia completa delle presenze e delle reti in nazionale ― Norvegia |
| Data                                                                    | Città                                                                   | In casa                                                                 | Risultato                                                               | Ospiti                                                                  | Competizione                                                            | Reti                                                                    | Note                                                                    |
| ----------------------------------------------------------------------- | ----------------------------------------------------------------------- | ----------------------------------------------------------------------- | ----------------------------------------------------------------------- | ----------------------------------------------------------------------- | ----------------------------------------------------------------------- | ----------------------------------------------------------------------- | ----------------------------------------------------------------------- |
| 15-1-2012                                                               | Bangkok                                                                 | Danimarca                                                               | 1 – 1                                                                   | Norvegia                                                                | Amichevole                                                              | -                                                                       |                                                                         |
| 18-1-2012                                                               | Bangkok                                                                 | Thailandia                                                              | 0 – 1                                                                   | Norvegia                                                                | Amichevole                                                              | -                                                                       |                                                                         |
| 21-1-2012                                                               | Bangkok                                                                 | Corea del Sud                                                           | 3 – 0                                                                   | Norvegia                                                                | Amichevole                                                              | -                                                                       |                                                                         |
| 15-1-2014                                                               | Abu Dhabi                                                               | Moldavia                                                                | 1 – 2                                                                   | Norvegia                                                                | Amichevole                                                              | -                                                                       |                                                                         |
| 18-1-2014                                                               | Abu Dhabi                                                               | Polonia                                                                 | 3 – 0                                                                   | Norvegia                                                                | Amichevole                                                              | -                                                                       |                                                                         |
| 10-10-2014                                                              | Ta' Qali                                                                | Malta                                                                   | 0 – 3                                                                   | Norvegia                                                                | Qual. Euro 2016                                                         | -                                                                       |                                                                         |
| 12-11-2014                                                              | Oslo                                                                    | Norvegia                                                                | 0 – 1                                                                   | Estonia                                                                 | Amichevole                                                              | -                                                                       |                                                                         |
| Totale                                                                  |                                                                         | Presenze                                                                | 7                                                                       |                                                                         | Reti                                                                    | 0                                                                       |                                                                         |

## Palmarès

### Club

#### Competizioni nazionali
- Norgesmesterskapet: 2

Vålerenga: 2008
Molde: 2014
- Campionato norvegese: 1

Molde: 2014